# Morganville (Kansas)
Morganville és una població dels Estats Units a l'estat de Kansas. Segons el cens del 2000 tenia 198 habitants.

## Demografia
Segons el cens del 2000, Morganville tenia 198 habitants, 77 habitatges, i 54 famílies. La densitat de població era de 224,8 habitants/km².
Dels 77 habitatges en un 31,2% hi vivien nens de menys de 18 anys, en un 61% hi vivien parelles casades, en un 3,9% dones solteres, i en un 28,6% no eren unitats familiars. En el 26% dels habitatges hi vivien persones soles l'11,7% de les quals corresponia a persones de 65 anys o més que vivien soles. El nombre mitjà de persones vivint en cada habitatge era de 2,57 i el nombre mitjà de persones que vivien en cada família era de 3,11.
Per edats la població es repartia de la següent manera: un 30,8% tenia menys de 18 anys, un 3,5% entre 18 i 24, un 22,7% entre 25 i 44, un 23,7% de 45 a 60 i un 19,2% 65 anys o més.
L'edat mediana era de 40 anys. Per cada 100 dones de 18 o més anys hi havia 101,5 homes.
La renda mediana per habitatge era de 33.125 $ i la renda mediana per família de 36.429 $. Els homes tenien una renda mediana de 24.688 $ mentre que les dones 21.563 $. La renda per capita de la població era de 12.423 $. Entorn del 2,3% de les famílies i el 4,4% de la població estaven per davall del llindar de pobresa.

## Poblacions més properes
El següent diagrama mostra les poblacions més properes.